# Аджи-Су
Аджи-Су (крим. Accı Su, "гірка вода", рос. Аджи-Су)  — річка в Україні, на Кримському півострові. Ліва притока Бельбека басейн Чорного моря).

## Опис
Довжина річки приблизно 3,31 км, найкоротша відстань між витоком і гирлом — 3,06 км, коефіцієнт звивистості річки — 1,09. Річка формується 2 безіменними струмками та властива мінеральними водами.

## Розташування
Бере початок на західній околиці села Соколине (до 1945 року — Коккоз, крим. Kökköz, рос. Соколиное) . Спочатку тече на північний захід, а потім на північний схід. На північно-західній околиці села Аромат впадає у річку Бельбек.
Населені пункти вздовж берегової смуги: Новопілля (до 1945 — Яні-Сала, крим. Yañı Sala, рос. Новополье) .

## Цікаві факти
- На річці успішно функціонує водолікарню «Чорні Води».[3][4]
- У радянські часи в селі існував Ефіроолійний завод[5].
- Біля гирла річки на північній стороні на відстані приблизно 285 м пролягає автошлях Т 0117 (автомобільний шлях територіального значення в Автономній Республіці Крим, Бахчисарай — Ялта)[6].